# César Delgado
César Fabián "Chelito" Delgado Godoy, (Rosário, Província de Santa Fé, 18 de Agosto de 1981) é um ex-futebolista argentino. 

## Títulos
Cruz Azul
- Copa Panamericana 2007

Lyon
- Ligue 1: 2007–08
- Coupe de France: 2007–08

Monterrey
- CONCACAF Champions League: 2011–12, 2012–13

### International
Argentina
- Olympic Games: 2004

### Individual
- FIFA Club World Cup top scorer: 2012, 2013

## Campanhas de destaque
- Seleção Argentina
- Copa da Confederações: 2º lugar - 2005
- Copa América: 2º lugar - 2004

- Monterrey
- Copa do Mundo de Clubes da FIFA: 3º lugar - 2012

## Artilharia
- Monterrey
- Copa do Mundo de Clubes da FIFA: 2012 (3 gols)
- Copa do Mundo de Clubes da FIFA: 2013 (2 gols) junto com Conca, Iajour e Ronaldinho